# Тополь осинообразный
То́поль осинообра́зный (лат. Pópulus tremuloídes) — вид двудольных цветковых растений, включённый в род Тополь (Populus) семейства Ивовые (Salicaceae).

## Ботаническое описание
Тополь осинообразный — листопадное дерево, нередко достигающее 35 м в высоту. Кора ствола в нижней части тёмно-серая, с неглубокими бороздками, выше — гладкая, зеленоватая, желтоватая или серая. Веточки красно-коричневые, через три года становящиеся серыми.

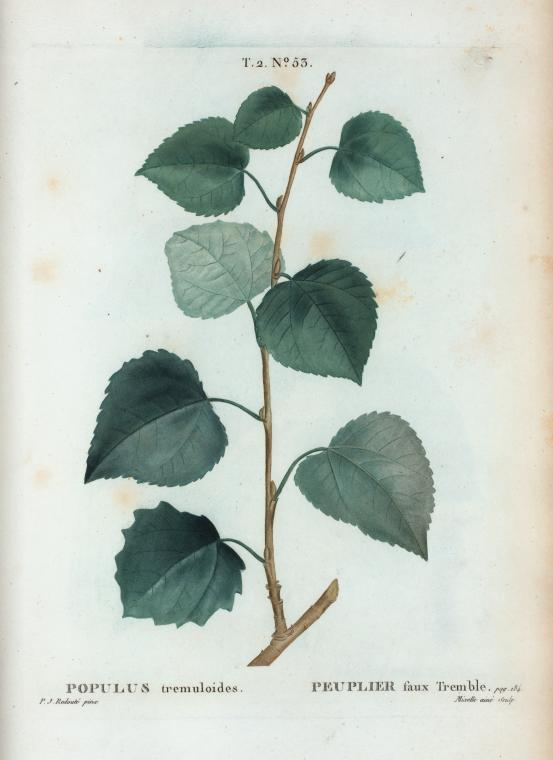
Ботаническая иллюстрация

Листья в очертании от округлых до яйцевидных, обычно 3—7 см в диаметре, с клиновидным или сердцевидным основанием. Край листовой пластинки почти цельный или мелкозубчатый. Верхняя поверхность листа тёмно-зелёная, нижняя — голая, светло-зелёная сизоватая. Черешки до 6 см длиной.
Серёжки состоят из 50—65 (редко до 130) цветков. Цветки с 6—12 тычинками с притупленными пыльниками и 2 нитевидными пестиками. Завязь двухгнёздная.
Плод — коробочка узкояйцевидной формы, с 6—18 семенами.
Число хромосом — 2n = 38, 57, 76.

## Ареал
Тополь осинообразный — самое широко распространённое дерево Северной Америки. Его ареал простирается от Ньюфаундленда и Лабрадора и южной Аляски на севере до северной Мексики на юге.
Использовался для озеленения в республиках СССР (в частности, на территории Украины).

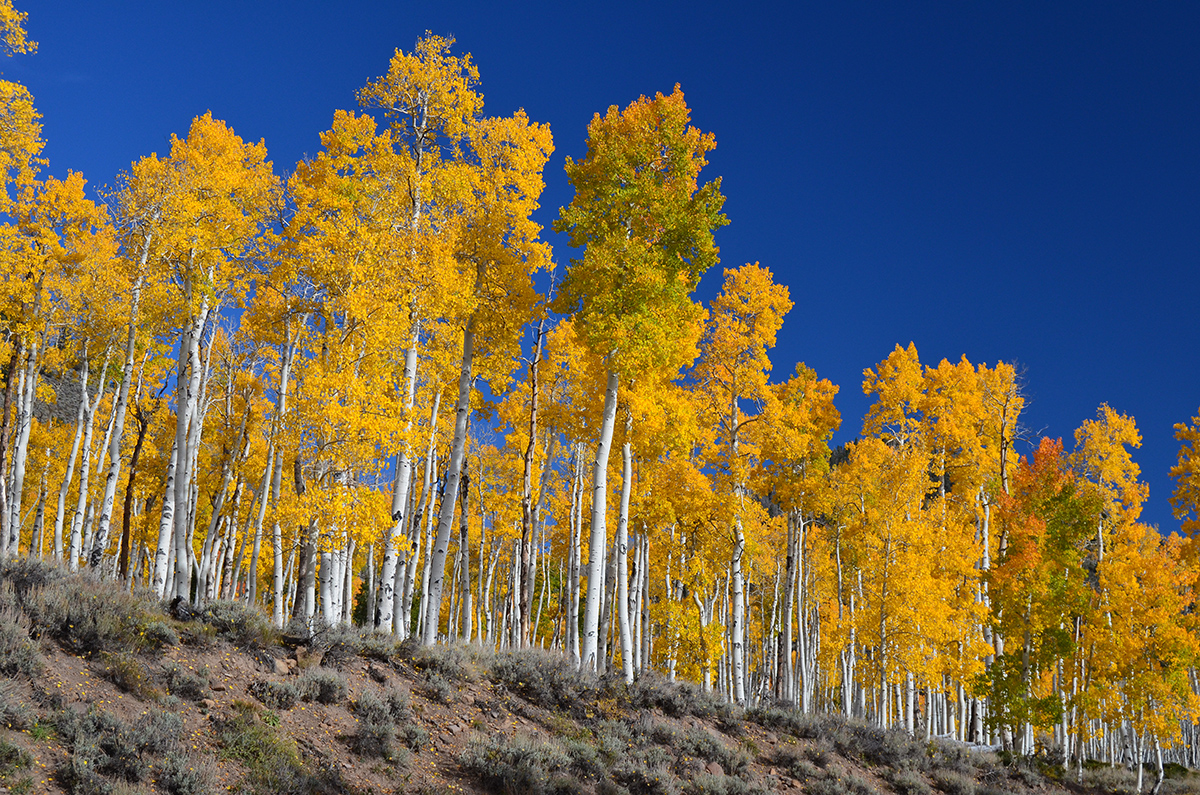
Пандо

## Наиболее древний экземпляр
Клональная колония тополя осинообразного, называемая лесом Пандо, или рощей Пандо, вероятно, является самым старым ныне живущим растением на планете. Пандо считается единым живым организмом на основании идентичных генетических маркеров и общей корневой системы. Клональная колония охватывает площадь, равную 43 гектарам, вес растения оценивается в 6000 тонн, что делает его самым тяжёлым известным организмом. Возраст колонии оценивается в 80 тысяч лет.

## Таксономия
Populus tremuloides Michx., Flora boreali-americana  2: 243. 1803

### Гибриды
- Populus ×heimburgeri B.Boivin, 1966 [Populus tremuloides × Populus grandidentata]
- Populus ×smithii B.Boivin, 1966 [Populus tremuloides × Populus alba]
- Populus ×wettsteinii Hämet-Ahti, 1989 [Populus tremuloides × Populus tremula]

### Синонимы
Populus tremuloides f. pendula (Tausch) Scheele, 1903
- Populus benzoifera var. pendula Tausch, 1838
- Populus tremuloides var. pendula (Tausch) H.Jaeger, 1884

Populus tremuloides f. tremuloidestypus
- Populus atheniensis Lodd. ex C.F.Ludw., 1783, nom. inval.
- Populus aurea Tidestr., 1911
- Populus benzoifera Tausch, 1838
- Populus cercidiphylla Britton, 1908
- Populus cretica Dum.Cours., 1814, nom. inval.
- Populus graeca C.F.Ludw. ex Aiton, 1789
- Populus laevigata Willd., 1806
- Populus tremula subsp. tremuloides (Michx.) Á.Löve & D.Löve, 1976
- Populus tremuloides var. aurea (Tidestr.) Daniels, 1911
- Populus tremuloides var. cercidiphylla (Britton) Sudw., 1927
- Populus tremuloides var. vancouveriana (Trel.) Sarg., 1919
- Populus tremuliformis G.B.Emerson, 1846, nom. superfl.
- Populus trepida Willd., 1806
- Populus vancouveriana Trel., 1915
- Tremula trepida (Willd.) Raf. ex B.D.Jacks., 1896, nom. inval.